# Clinus latipennis
Clinus latipennis är en fiskart som beskrevs av Valenciennes, 1836. Clinus latipennis ingår i släktet Clinus och familjen Clinidae. Inga underarter finns listade i Catalogue of Life.